# Девочка на фоне персидского ковра
«Девочка на фоне персидского ковра» — картина русского художника Михаила Врубеля; холст, масло, 1886 год.

## Описание картины
Картина выполнена на холсте маслом. Размеры 104 х 68 см.
На картине изображена девочка-подросток, одетая в розовое атласное платье, на фоне персидского ковра, руки девочки положены ладонями на розу и богато инкрустированный кинжал — традиционные эмблемы любви и смерти. На шее девочки — жемчужное ожерелье, пальцы рук унизаны перстнями.
К нашему времени краски картины заметно потемнели. Врубель часто торопился в работе и нарушал технологию, используя ретушные лаки, которые быстро высушивали поверхность картины.

## История создания
Весной 1884 года никому не известный молодой художник Михаил Врубель приехал в Киев, чтобы принять участие в росписи Кирилловской церкви.
В Киеве Врубель как художник и педагог зарабатывал довольно значительные суммы, однако свои финансовые дела вёл неаккуратно. В своих мемуарах сын Эмилии Праховой писал, что в денежных делах Врубель был достаточно щепетилен, и если художнику случалось у кого-нибудь занять небольшую сумму, то возвращал долг при первой же возможности. К деньгам Врубель относился без какого-либо пиетета. Зарабатывал их с трудом, а тратил так, «точно они на него сыпались с неба». Свои работы Врубель ценил недорого. Однажды Врубель пришёл в дом Праховых и радостно сообщил Эмилии Праховой:
— Ведь вот, Эмилия Львовна, бывают же на свете такие хорошие люди! Я понес в ссудную кассу Розмитальского свою акварель, спросил за неё два рубля, а он сам дал мне целых пять!.
В ссудную кассу Розмитальского и Дохновича, которая располагалась на углу киевских улиц Крещатик и Фундуклеевской, Врубель заходил часто. Целью его визитов, кроме желания получить ссуду в залог своих работ, было также изучение различного реквизита, который сдавали в ломбард его клиенты. В этом ломбарде принимали вещи под 3 % в месяц (2 % за кредит и 1 % за хранение залога), срок залога не должен был превышать полгода, иначе залог переходил к собственникам ломбарда и подлежал реализации. Врубель мог долго рассматривать вещи, хранившиеся в ломбарде, особенно его интересовали драгоценные камни. Он рассматривал их, пересыпал горстями и любовался игрой света. Именно с 1886 года появляются знаменитые врубелевские синие, лиловые, золотые, темно-вишнёвые, дымно-розовые, млечно-голубые тона.
Н. А. Прахов вспоминал: «Блеск металла и особенно переливы цветов драгоценных камней всегда привлекали внимание Врубеля. Металл он мог наблюдать где угодно, а драгоценные камни — в ссудной кассе Розмитальского и Дахновича, куда часто приносил в заклад что-нибудь из своих вещей. (…) Вот в этой ссудной кассе Врубель мог не только рассматривать через стекло витрины различные драгоценные камни, заложенные ювелирами, но брать их кучкой в пригоршню и пересыпать из одной ладони в другую, любуясь неожиданными красочными сочетаниями (…) Это доставляло ему огромное удовольствие — пленяла ни с чем не сравнимая чистота и яркость тонов. Материальная ценность камней не играла здесь никакой роли. С таким же интересом Врубель пересыпал из одной ладони в другую искусственные камни, которыми моя сестра обшивала кокошник для маскарадного русского костюма».
Один из исследователей творчества Врубеля профессор А. П. Иванов в своей монографии достаточно точно угадал объект врубелевского реквизита: «Детали врубелевских композиций, по краскам и очертаниям носят странное сходство то с кристаллами разноцветных камней, то с многогранными зернами таинственно рдеющих гемм, то с причудливо круглящимися образованиями самородных камней».
Однажды Врубель, как ему казалось, придумал беспроигрышный вариант и начал писать портрет Марии, старшей дочери Георгия Дохновича, одного из владельцев ломбарда. Врубель предполагал, что покупатель картины ему известен.
Вот отрывок из киевского письма художника сестре Анне:

Аня, дорогая, спасибо тебе: я действительно находился в довольно критическом положении. Дело в том, что я наконец нашёл причину моей неуспешности за последнее время — это совершенное оставление втуне работы с натуры, а между тем это единственная дисциплина и средство прокормления; на творчество рассчитывать нельзя. Я теперь пишу очень красивый этюд с девочки на фоне бархатного ковра — вот твои двадцать рублей и помогут мне его окончить спокойно; вероятно, удастся его продать руб. за 200—300 и тогда опять за Терещенскую картину и за Демона. Был на днях в Киеве Третьяков, собственник знаменитой галереи в Москве. Он очень хвалил образа, особенно Богоматерь. А отчего ты мне ни словечка? Твой Миша — Письмо М. А. Врубеля — А. А. Врубель, август 1886. Киев.
Однако Дохновичу идея и портрет Врубеля не понравились, и он не захотел приобрести эту работу. Врубель три раза пытался картину продать через аукцион, и наконец известный коллекционер И. Н. Терещенко уплатил за неё 300 рублей, после чего она попала в его коллекцию.
В настоящее время картина экспонируется в собрании Киевского музея русского искусства.

## В филателии

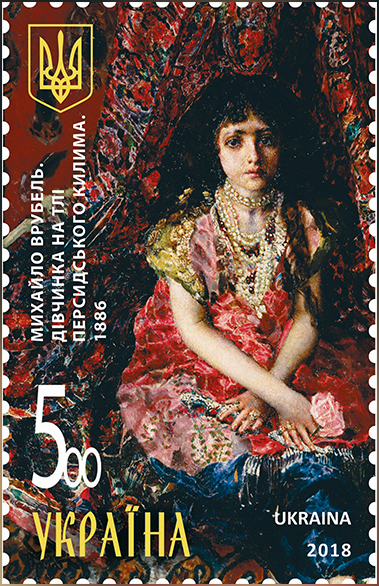
Девочка на фоне персидского ковра (1886) на марке Укрпочты, 2018 год

19 июня 2018 года Укрпочта выпустила почтовую марку № 1644 «Михайло Врубель. Дівчинка на тлі персидського килима. 1886» с укр. — «Михаил Врубель. Девочка на фоне персидского ковра (1886)» номиналом 5,00 гривен, тиражом 130 000 экземпляров.